# Erythrospermum cordifolium
Erythrospermum cordifolium là một loài thực vật có hoa trong họ Achariaceae. Loài này được (Clos) H. Perrier mô tả khoa học đầu tiên năm 1946.